# Metropolia Barcelony
Metropolia Barcelony – metropolia Kościoła rzymskokatolickiego w Hiszpanii. Składa się z metropolitalnej archidiecezji Barcelony i dwóch diecezji. Została ustanowiona 15 czerwca 2004. Od 2015 godność metropolity sprawuje Juan José Omella Omella.
W skład metropolii wchodzą:
- archidiecezja Barcelony,
- diecezja Sant Feliu de Llobregat,
- diecezja Terrassy.